# Vít Dovalil
Vít Dovalil (ur. 9 lutego 1974 w Chrudimiu) – czeski językoznawca, germanista. Do jego zainteresowań naukowo-badawczych należą: języki standardowe, ustawodawstwo językowe, planowanie językowe, zarządzanie językowe w Unii Europejskiej. Zajmuje się także językiem niemieckim jako językiem obcym w Czechach oraz gramatyką niemiecką z perspektywy strukturalnej i socjolingwistycznej.

## Życiorys
Studiował germanistykę i politologię na Wydziale Filozoficznym Uniwersytetu Karola w Pradze (1992–1997). Jest także absolwentem prawa na tej uczelni. W 2004 r. obronił rozprawę doktorską z zakresu germanistyki. W latach 2011–2017 kierował Instytutem Germanistyki UK.
Od 2012 r. związany z Uniwersytetem Albrechta i Ludwika we Fryburgu.

## Publikacje
- Sprachnormenwandel im geschriebenen Deutsch an der Schwelle zum 21. Jahrhundert (Die Entwicklung in ausgesuchten Bereichen der Grammatik). Frankfurt/Main – Berlin – Bern – Bruxelles – New York – Oxford – Wien: Peter Lang Verlag.
- The German Standard Variety at Czech Universities in the Light of Decision-Making Processes of Language Management. [w:] Language Planning and Microlinguistics. Basingstoke, Palgrave Macmillan, 2014.